# Amphisamytha galapagensis
Amphisamytha galapagensis är en ringmaskart som beskrevs av Zottoli 1983. Amphisamytha galapagensis ingår i släktet Amphisamytha och familjen Ampharetidae. Inga underarter finns listade i Catalogue of Life.